# Wiktor Hraczow
Wiktor Ołeksandrowycz Hraczow, ukr. Віктор Олександрович Грачов, ros. Виктор Александрович Грачёв, Wiktor Aleksandrowicz Gracziow (ur. 17 września 1956 w ówczesnym Dzerżynśku, w obwodzie donieckim) – ukraiński piłkarz, grający na pozycji napastnika, trener piłkarski.

## Kariera piłkarska

### Kariera klubowa
Wychowanek Szkoły Piłkarskiej Dzerżyneć Dzierżyńsk, skąd trafił do drużyny Spartak Orzeł. W latach 1976–1978 odbywał służbę wojskową w Kolhozçi Aszchabad. Potem został zaproszony do Torpeda Moskwa, jednak przez kontuzję przeszedł w 1980 do Szachtara Donieck. W 1980 został zaproszony do Spartaka Moskwa, gdzie otwierały się perspektywy gry w reprezentacji. Jednak ponownie kontuzja nie pozwoliła zagrać na odpowiednim poziomie. W 1982 powrócił do Szachtara Donieck. Był jednym z najlepszych napastników Szachtara. W latach 1990–1994 występował w węgierskich klubach DVSC Debreczyn i Budapesti Vasutas. W 1994 po raz trzeci wrócił do Szachtara Donieck, gdzie i zakończył karierę piłkarską w wieku 38 lat.

### Kariera reprezentacyjna
18 maja 1983 zadebiutował w olimpijskiej reprezentacji w spotkaniu eliminacyjnym z Bułgarią zremisowanym 2:2. Łącznie w niej rozegrał 6 meczów, strzelił 1 gola.
15 maja 1984 występował w radzieckiej reprezentacji w spotkaniu towarzyskim z Finlandią wygranym 3:1.

## Kariera trenerska
Po zakończeniu kariery zawodniczej od 1995 najpierw był asystentem trenera Szachtara Donieck, a następnie trenował trzecią i drugą drużynę Szachtara. W 1999 prowadził pierwszoligowy klub Tawriję Symferopol. Od 2004 główny trener amatorskiej drużyny Kyjiw-Konti Konstantynówka.

## Sukcesy i odznaczenia

### Sukcesy klubowe
- zdobywca Pucharu ZSRR: 1980, 1983
- zdobywca Pucharu Sezonu ZSRR: 1983

### Sukcesy indywidualne
- 2-krotnie wybrany do listy 33 najlepszych piłkarzy ZSRR: Nr 2 - 1983, 1984
- najlepszy piłkarz Mistrzostw Węgier: 1991, 1992

### Odznaczenia
- tytuł Mistrza Sportu ZSRR: 1980
- tytuł Zasłużonego Trenera Ukrainy.
- Order „Za zasługi” III klasy: 2011[2]